# Szelid
Szelid (maďarsky Szelidi-tó) je slané jezero v župě Bács-Kiskun v Maďarsku v Dunajské rovině. Má rozlohu 0,8 km², délku 5 km a maximální šířku 0,2 km. Dosahuje hloubky 3 až 4 m. Jezero vzniklo oddělením starého koryta Dunaje.

## Pobřeží
Na jižním břehu se nachází písčitá pláž a kemp.

## Vlastnosti vody
Voda se rychle ohřívá a její teplota dosahuje až 28 °C. Voda je bohatá na minerální látky, z nichž převládají soli sodíku (např. jodid sodný) a uhličitan hořečnatý. Zápach charakteristický pro slaná jezera se zde nevyskytuje.

## Využití
Ve středověku byla voda z jezera využívaná k léčení ran. Od 20. století se využívá k léčbě žláz s vnitřní sekrecí a revmatismu.

### Ochrana přírody
Je součástí národního parku Kiskunsági.